# Stockport, South Australia
Stockport är en ort i Australien. Den ligger i kommunen Clare and Gilbert Valleys och delstaten South Australia, omkring 67 kilometer norr om delstatshuvudstaden Adelaide. Antalet invånare är 235.
Runt Stockport är det mycket glesbefolkat, med 5 invånare per kvadratkilometer.. Närmaste större samhälle är Kapunda, omkring 17 kilometer öster om Stockport.
Trakten runt Stockport består till största delen av jordbruksmark. Genomsnittlig årsnederbörd är 517 millimeter. Den regnigaste månaden är maj, med i genomsnitt 77 mm nederbörd, och den torraste är december, med 10 mm nederbörd.